# Боніфас Гува Чідьяусіку
Боніфас Гува Чідьяусіку (Boniface Guwa Chidyausiku) (1950) — зімбабвійський військовик та дипломат. Підполковник. Надзвичайний і Повноважний Посол Зімбабве в Україні за сумісництвом (2012—2015).

## Життєпис
Народився у 1950 році в районі Горомонзі, провінція Східний Машоналенд, Зімбабве. Брав участь у Зімбабвійській війни за незалежність як член ZANLA (1975—1980), що призвело до досягнення національної незалежності та багаторасової демократії. У 1982 році почав навчання в коледжі, де отримав ступінь бакалавра історії з відзнакою і ступінь магістра в галузі міжнародних відносин з Університету Зімбабве.
У 198—1988 рр. — Військовий аташе Зімбабве у Вашингтоні, округ Колумбія, з багаторазовою акредитацією в Канаді.
У 1988—1990 рр. — Заступник Міністра оборони Зімбабве.
У 1990 році — Заступник Міністра закордонних справ Зімбабве.
У 1990—1996 рр. — Надзвичайний і Повноважний Посол Зімбабве у КНР та КНДР; Верховний комісар у Пакистані.
У 1996—1999 рр. — Надзвичайний і Повноважний Посол Зімбабве у Анголі.
У 1999—2002 рр. — Постійний представник при Організації Об'єднаних Націй та Світовій організації торгівлі. Координатор Африканської групи в СОТ, Женева, Швейцарія (2001—2002).
У 2002 році — Голова Комітету з регіональних торговельних угод у Світовій організації торгівлі, Женева, Швейцарія; Віце-президент 49-ї сесії Ради з питань торгівлі та розвитку Конференції ООН з торгівлі та розвитку (ЮНКТАД); Керівник делегації на конференції ЮНКТАД з середньострокового перегляду в Бангкоку, Таїланд.
У 2003—2010 рр. — Постійний представник при Організації Об'єднаних Націй у Нью-Йорку. Президент Комітету високого рівня ПРООН з технічного співробітництва між країнами, що розвиваються (2003—2005).
У 2010 році — Віце-президент Виконавчого комітету ЮНІСЕФ
У 2011—2015 рр. — Надзвичайний і Повноважний Посол Зімбабве в РФ.
У 2012—2015 рр. — Надзвичайний і Повноважний Посол Зімбабве в Україні за сумісництвом.
02 липня 2012 року — вручив вірчі грамоти Президенту України Віктору Януковичу.

## Автор публікацій
1. A Reconciliation Process as a Component of Conflict Resolution in Zimbabwe in Issues Third World Conflict Resolution. Ed by Gordon Lindgren, Peter Wallenstein, and Kjell-ake Mordquist. 1990
2. Effective Participation of Developing Countries in the World Trade Organization [WTO] Process: Published by Third World Network. 2001
3. African Prospects on Par 6 of the Declaration on the TRIPS Agreement and Public Health, 2003
4. Plant Variety Protection and Life Patents on Life Forms 9 Article 27.3b of the TRIPS Agreement: The Review Process and Developments at the National and Regional Level. in Trading in Knowledge Ed by Christphe Bellmaun, Graham Dutfield, and Ricardo Melendez Ortiz, 2003